# Grüner Markt (Weimar)

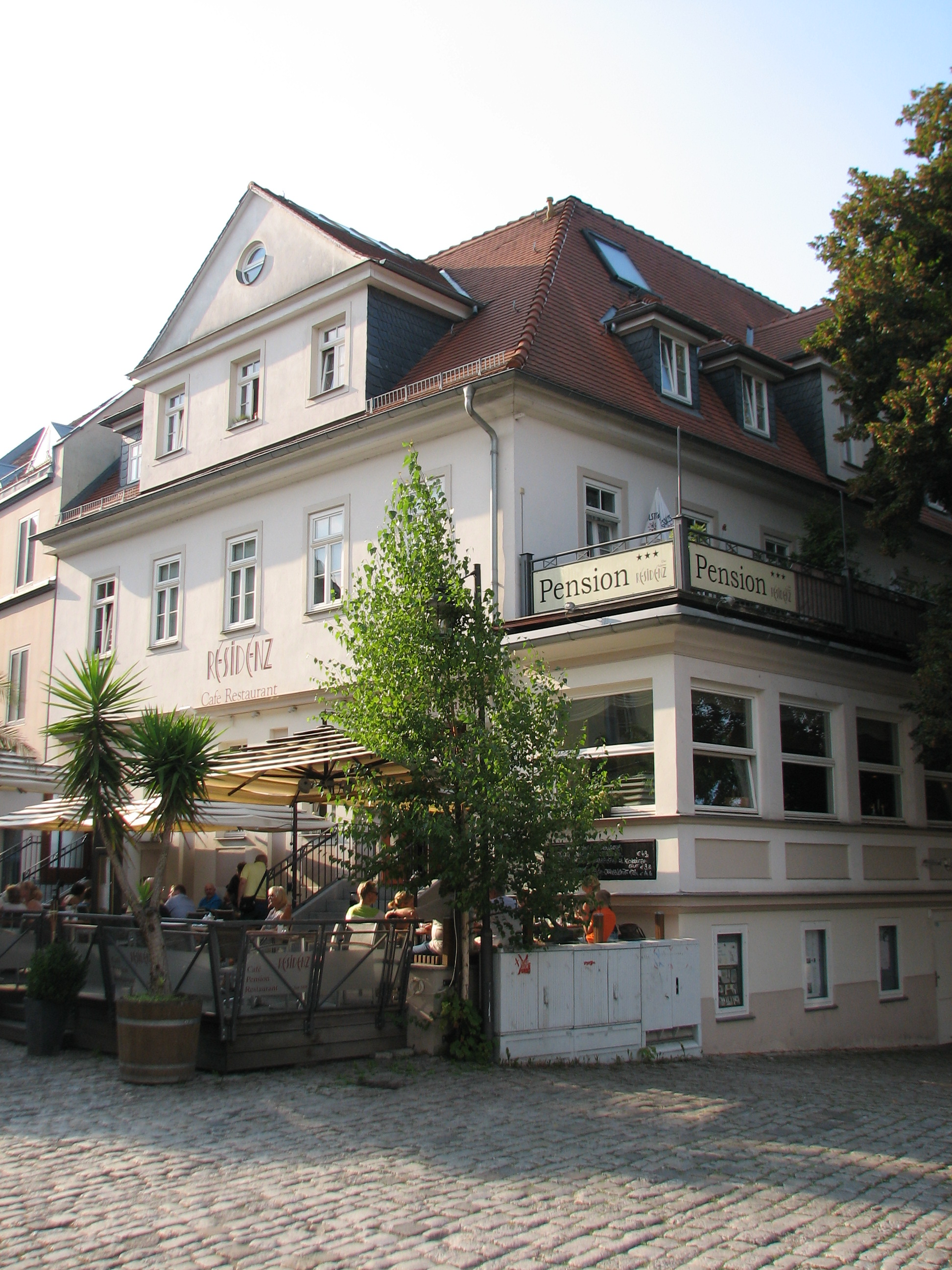
Café Residenz, Weimar

Der Grüne Markt in Weimars Altstadt ist ein zwischen Markt und der Neuen Wache und gegenüber der Bastille des Weimarer Stadtschlosses am Burgplatz endender Straßenzug, der noch den Platz der Demokratie trifft. Zwischen ihm und der Schlossgasse liegt die  Obere Schlossgasse.
Seinen Namen hat der Straßenzug daher, dass er aller Wahrscheinlichkeit nach einst als Gemüsemarkt diente. Auf den Grünen Markt trifft auch die das Rote Schloss und das Gelbe Schloss tangierende Kollegiengasse bzw. die Obere Schlossgasse. Es endet der Grüne Markt am Residenz-Café (kurz genannt Resi) (Grüner Markt 4) bzw. der Hauptwache, die von Clemens Wenzeslaus Coudray entworfen wurde, die zugleich seine räumliche Begrenzung markieren. Das Café Residenz, gegründet 1839 von Hofkonditormeister Emil Theodor Ißleib gegenüber der von Coudray entworfenen Hauptwache, war auch Lieferant für Bier für die Soldaten. Außerdem war es Treffpunkt für die Künstler, was es in gewisser Weise noch heute ist. Das Gebäude entspricht dem klassizistischen Stil Coudrays. Es ist Weimars ältestes Kaffeehaus. Über dieses gibt es eine Monographie. Sowohl das Residenz Café als auch die Neue Wache stehen dort, wo vormalige Gebäude 1834 abgebrannt waren. Das „Resi“ grenzt an das erhalten gebliebene Renaissance-Haus Burgplatz 1, dem ACC. Durch einen Wanddurchbruch ist Goethes Wohnzimmer das „Goethe-Zimmer“ des „Resi“ geworden.
Der gesamte Grüne Markt steht auf der Liste der Kulturdenkmale in Weimar (Sachgesamtheiten und Ensembles).